# Hola (VPN)
Hola VPN é um aplicativo web e móvel freemium que fornece uma forma de serviços de rede privada virtual para seus usuários por meio de uma rede ponto a ponto.

## História
Em 1998, Ofer Vilenski e Derry Shribman fundada KRFTech, uma empresa de software ferramentas de desenvolvimento. Com os lucros da empresa, eles começaram a Jungo em 2000 para desenvolver um sistema operacional para gateways domésticos. Em 2006, a NDS (Cisco) adquiriu a Jungo por US$ 107 milhões.
Em 2008, Ofer Vilenski e Derry Shribman começaram a investigar a ideia de reinventar o HTTP construindo uma rede de sobreposição ponto a ponto que empregaria o cache ponto a ponto para acelerar a distribuição de conteúdo e o roteamento ponto a ponto para aumentar a largura de banda efetiva. para segmentar sites muito mais rapidamente. Isso tornaria a Internet mais rápida para os usuários e mais barata de operar para distribuidores de conteúdo. Eles fundaram a Hola com US$ 18 milhões de investidores como DFJ (Skype, Hotmail), Horizons Ventures, Magma Venture Partners (Waze) e outros.
A Hola Networks Limited lançou sua rede no final de 2012  e se tornou viral em janeiro de 2013, quando os consumidores começaram a usar o Hola para privacidade e anonimato na Internet , utilizando o roteamento P2P para mascaramento de IP. "Depois de ficar por dois meses com 80 downloads por dia, em 23 de janeiro de 2013, às 17h, horário de Israel, o produto estava bom o suficiente.
No final de 2014, a Hola Networks começou a vender o acesso à sua base de usuários como nós de saída, sob o nome Luminati, cobrando US$ 20 por gigabyte por largura de banda que realmente vinha dos usuários da VPN.
Em maio de 2015, o Hola foi criticado pelo fundador do 8chan, Fredrick Brennan, após o site ter sido atacado por explorar a rede Hola, conforme confirmado pelo fundador do Hola, Ofer Vilenski. Depois que Brennan enviou um e-mail à empresa, a Hola modificou suas perguntas frequentes para incluir um aviso de que seus usuários estão agindo como nós de saída para usuários pagos do serviço irmão Luminati da Hola.
Também em 2015, "Adios, Hola!" um site criado por nove pesquisadores de segurança e promovido no 8chan, declara: "O Hola é prejudicial à Internet como um todo, e principalmente a seus usuários. Você pode conhecê-lo como uma VPN ou" desbloqueador " gratuito, mas, na realidade, opera como um botnet mal protegido - com sérias consequências ".
Em 2019, foi relatado que o Hola recebeu uma diretiva das autoridades russas para ingressar em um registro patrocinado pelo Estado de sites proibidos, o que impediria que os usuários do Hola russo contornassem a censura estatal russa. Hola teria sido dado um mês para cumprir, ou enfrentar o bloqueio pelas autoridades russas.

## Plataformas
O Hola é distribuído como um aplicativo baseado em navegador do lado do cliente.  Ele está disponível para todos os principais navegadores como o Chrome, Firefox, Microsoft Edge, Opera como navegador add-on, extensão ou aplicação, e funciona em PC sistemas operacionais baseados, bem como Mac OS X.
Depois o Hola lançou um aplicativo Android e, mais recentemente, um aplicativo para iPhone e iPad.